# Dolichoderus baenae
Dolichoderus baenae är en myrart som beskrevs av Mackay 1993. Dolichoderus baenae ingår i släktet Dolichoderus och familjen myror. Inga underarter finns listade i Catalogue of Life.